# Anton Weber (Schauspieler)
Anton Weber (* 15. Oktober 1976 in Fulda) ist ein deutscher Schauspieler und Musiker.

## Leben
Anton Weber erhielt seine Ausbildung zum Schauspieler von 2003 bis 2007 am Theater der Keller in Köln. Stationen seiner Bühnenlaufbahn waren das Theater im Bauturm und das Comedia Theater, beide ebenfalls in Köln, das Düsseldorfer Schauspielhaus, das Grenzlandtheater Aachen, das Amsterdamer Frascati Theater, das Prinzregenttheater (Bochum) und die Scherenburgfestspiele in Gemünden am Main.
Am Comedia Theater war er in der Produktion Wir alle für immer zusammen zu sehen, die 2014 den Kölner Theaterpreis erhielt.
In dem Kinofilm Mackie Messer – Brechts Dreigroschenfilm stand er neben Lars Eidinger vor der Kamera und hatte diverse Gastrollen in den Serien Notruf Hafenkante, Bloch, Bettys Diagnose, Der Lehrer und wirkte in zwei Folgen der Lindenstraße sowie einiger Tatort-Episoden mit.
Als Singer Songwriter (er spielt professionell akustische Gitarre und Mundharmonika) ist er unter dem Namen One Take Toni bekannt.
Er trat u. a. in Vorprogrammen von Wonderwall, Funny van Dannen, Götz Widmann auf und ist regelmäßig zu Gast auf dem Burg-Herzberg-Festival.
Unter dem Titel Eigentlich brachte er eine CD mit eigenen Songs heraus. Seine letzten beiden Produktionen 'Hier und Jetzt' und 'Bumchakka' sind nur digital erhältlich.
Seine Songs und Videos produziert er selbst und holt sich gerne Kollegen als Gäste mit an Bord, wie z. B. Klaus der Geiger, Cynthia Nickschas, Matthias Schriefl.
Anton Weber hat drei Kinder und lebt in Köln.

## Filmografie (Auswahl)
- 2001: Sheriff
- 2008: Das tapfere Schneiderlein
- 2008: Evet, ich will!
- 2010: Der richtige Zeitpunkt (Kurzfilm)
- 2010: Snowman’s Land
- 2010: Henri 4
- 2010: Was es ist (Kurzfilm)
- 2011: Notruf Hafenkante – Freiwild
- 2011: Bloch – Inschallah
- 2012: The Bench (Kurzfilm)
- 2012: Lindenstraße – Der Goldfisch
- 2012: Lindenstraße – Fassungslos
- 2014: Tatort – Der Fall Reinhardt
- 2015: 3 Türken und ein Baby
- 2016: Tatort – Auf einen Schlag
- 2017: Wendy – Der Film
- 2017: Mackie Messer-Brechts Dreigroschenfilm
- 2018: Keiner schiebt uns weg
- 2018: Fischer sucht Frau
- 2019: Ihr letzter Wille kann mich mal!
- 2021: Unbroken
- 2022: Extraklasse – On Tour
- 2024: SOKO Köln: Der Bienenkönig
- 2024: So weit kommt’s noch! (Fernsehfilm)
- 2025: WaPo Duisburg – Grüner Protest